# Vejlby Kirke (Allingåbro)
|  | Denne artikel omhandler Vejlby Kirke i tidligere Rougsø Kommune. For andre kirker med dette navn i Norddjurs Kommune, se Vejlby Kirke (Norddjurs Kommune). |
Vejlby Kirke ligger i den tidligere landsby Vejlby på på det nordvestlige Djursland, der nu er opslugt af Allingåbro. Vejlby var en lille såkaldt vadestedslandsby. Vandet forsvandt engang i Middelalderen da fjorden sandede til.
Kirken blev udvidet i 1923 da Allingåbro var kommet til i 1876 og sognet derfor var udvidet kraftigt. Udvidelsen er udført på en sådan måde at man tydeligt kan se den gamle romanske kirke og den nye rødstenskirke.
På vestindgangen hænger der to stenudhugninger udført af den berømte stenmester Horder, der virkede på Djursland i 1200-tallet.
- Vestindgang
- Aspis

- Koret
- Gamle kirke

## Hordersportal
- Portal
- Portal
- Portal
- Portal

## Eksterne kilder og henvisninger
- Wikimedia Commons har flere filer relateret til Vejlby Kirke (Allingåbro)
- Vejlby Kirke Arkiveret 31. januar 2011 hos  Wayback Machine hos nordenskirker.dk
- Vejlby Kirke i Den Store Danske på Lex.dk
- Vejlby Kirke hos KortTilKirken.dk